# Zebrasoma
Zebrasoma is een geslacht van doktersvissen uit de orde van baarsachtigen (Perciformes).

## Soorten
- Zebrasoma desjardinii (Bennett, 1836)
- Zebrasoma flavescens (Bennett, 1828)  – Gele zeilvindoktersvis
- Zebrasoma gemmatum (Valenciennes, 1835)
- Zebrasoma rostratum (Günther, 1875)
- Zebrasoma scopas (Cuvier, 1829)
- Zebrasoma velifer (Bloch, 1795)  – Zeilvindoktersvis
- Zebrasoma xanthurum (Blyth, 1852)